# Westriplectes albanus
Westriplectes albanus är en nattsländeart som först beskrevs av Mosely in Mosely och Douglas E. Kimmins 1953.  Westriplectes albanus ingår i släktet Westriplectes och familjen långhornssländor. Inga underarter finns listade i Catalogue of Life.